# Rodano-Alpi
Il Rodano-Alpi (in francese Rhône-Alpes, in occitano Ròse-Aups, in francoprovenzale Rôno-Arpes) era una regione amministrativa francese. 
Dal 1º gennaio 2016 è stata unita all'Alvernia per formare la nuova regione Alvernia-Rodano-Alpi.

## Geografia fisica
Secondo i confini regionali in vigore dal 1982 al 2015, Rodano-Alpi era la seconda regione per superficie (dopo il Midi-Pirenei). Il suo capoluogo e città principale era Lione; altri centri importanti erano Grenoble, Saint-Étienne, Bourg-en-Bresse, Privas, Chambéry, Annecy e Valence. La regione fa parte dell'Euroregione Alpi-Mediterraneo.
Il territorio della regione confinava con quello della Provenza-Alpi-Costa Azzurra a sud, della Linguadoca-Rossiglione a sud-ovest, dell'Alvernia a ovest, della Borgogna e della Franca Contea a nord, oltre che con la Svizzera (cantoni Ginevra, Vaud e Vallese) a nord-est e con l'Italia (Valle d'Aosta e Piemonte) a est.
È composta da 8 dipartimenti: Ain (01), Ardèche (07), Drôme (26), Isère (38), Loira (42, Loire), Rodano (69, Rhône), Savoia (73, Savoie), Alta Savoia (74, Haute-Savoie) e due metropoli: Metropoli di Lione (69) che ha lo statuto di collettività territoriale e la metropoli di Grenoble che è una intercomunalità. La regione comprende 25 arrondissement, 335 cantoni e 2.879 comuni.

## Economia
La regione di Rodano-Alpi è considerata una delle 4 locomotive economiche dell'Unione europea insieme a Baden-Württemberg, Catalogna e Lombardia.

### Turismo
Situato nell'estremo entroterra della Costa Azzurra, alle frontiere della Svizzera e dell'Italia, Rhône-Alpes si trova al crocevia dell'Europa, con i suoi due aeroporti internazionali, Lione e Ginevra, eccellenti collegamenti ferroviari e un'ampia rete autostradale.
Ricco di otto parchi naturali e di siti unici come il Monte Bianco e le Gole dell'Ardèche, Rhône-Alpes offre paesaggi molto vari: montagne, vigneti e dolci vallate, campi di lavanda, di girasole e oliveti.
In tale regione, l'acqua si trova sotto tutte le forme: neve, ghiacciai, fiumi, laghi. Rhône-Alpes possiede tre dei cinque laghi più grandi di Francia (lago Lemano, lago del Bourget e lago di Annecy).

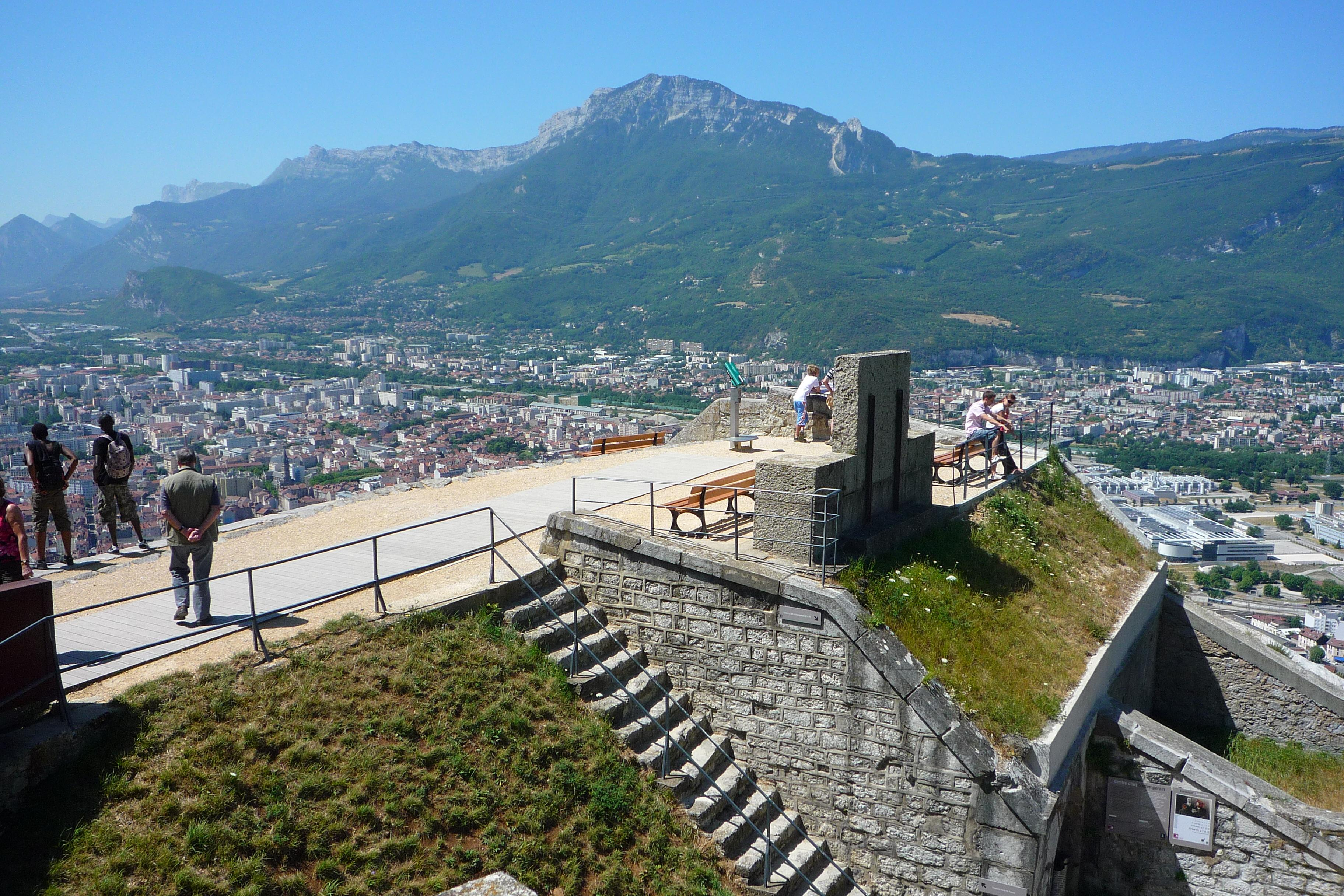
Terrazza della Bastiglia, Grenoble

Tutti gli sport sono accessibili in un ambiente naturale eccezionale: la randonnée, la mountain-bike o ancora il parapendio, la canoa e gli sport invernali. Rhône-Alpes è la seconda regione di Francia per il golf con oltre 60 percorsi, possiede inoltre il più grande comprensorio sciistico del mondo (Les Trois Vallées), e in questa regione si sono svolte le tre edizioni francesi dei Giochi olimpici invernali (Chamonix-Mont-Blanc 1924, Grenoble 1968, Albertville 1992).
Gli appassionati d'arte e cultura non rimarranno certo delusi dalla scoperta delle città d'arte, Lione classificata Patrimonio Mondiale dell'UNESCO, Vienne e le sue rovine romane, Bourg-en-Bresse e il suo monastero reale di Brou, capolavoro del gotico fiammeggiante, Annecy, Grenoble e il suo museo d'arte moderna, il più antico d'Europa, Romans-sur-Isère e il suo museo della scarpa, Grignan e il suo castello, Crest e il suo mastio, il più alto d'Europa, Valence e il suo chiosco degli amorosi, Chambéry e Saint-Étienne.
Quanto ai gourmets e ai gourmands, non avranno che l'imbarazzo della scelta fra le specialità da degustare accompagnate da un Beaujolais o un Côtes-du-Rhône oppure "la Clairette de Die". Molti sono i ristoranti famosi che vanta la regione.